# 告子
告子（こくし、生没年不詳、紀元前4世紀ごろ）は、中国戦国時代の思想家。姓は告、名は不害または勝。著作は伝わらないが、『孟子』告子上篇に孟子との論争が伝えられる。
告子は、孟子の性善説に対し、人の性には善も不善も無いとする「性無善無不善説」（性無善無悪説、無記説、性白紙説とも）の立場をとった。また、仁は心の内にあるが義は心の外にあるとする「仁内義外説」の立場もとった。
諸子百家の一人だが、どの家に属するか判然とせず、儒家・墨家・道家・名家など諸説ある。
『孟子』公孫丑上篇、『墨子』公孟篇、王充『論衡』本性篇にも登場する。